# Тони Хор
Сър Чарлз Антъни Ричард Хор (роден на 11 януари 1934), известен като Тони Хор и Ч. А. Р. Хор, е британски компютърен учен.
Известен е най-вече с развитието (през 1960 г., на 26 годишна възраст) на алгоритъм за бързо сортиране, който е сред най-използваните алгоритми за сортиране.
Той също така разработва Hoare logic за проверка на правилността на програмата, и формалният език Communicating Sequential Processes (CSP) да се уточни взаимодействието на паралелните процеси (включително Задача за обядващите философи) и вдъхновение за Occam.

## Биография
Роден в Коломбо, Цейлон (нова Шри Ланка) в британско семейство, той получава образователно-квалификационна степен бакалавър в Оксфордския университет (Merton College) през 1956 г. Той остава още една година в Оксфорд, изучавайки статистика като следдипломна квалификация. Заминава на обменни начала в Московския държавен университет в Съветския съюз, където учи руски и машинен превод на човешките езици в школата на Колмогоров.
През 1960 г. започва да работи в Elliott Brothers, Ltd, малка фирма за производството на компютри, където работи с Алгол 60 и започва да пише алгоритми. Той стана професор по компютърни науки в Кралски Университет на Белфаст през 1968, през 1977 г. се връща в Оксфорд като професор по Компютърни системи и технологии, след смъртта на Кристофър Стрейчи. Днес е почетен професор там и също така главен изследовател в Microsoft Research в Кеймбридж, Англия.
През 1982 г. е избран за член на Кралското общество.
Известен е преди всичко с алгоритми за бързо сортиране (Quicksort и Quickselect), логика на Хор (Hoare logic), формалния език Communicating Sequential Processes (CSP) за описвне на взаимодействия между паралелни процеси, разработване на концепция за синхронизация при операционните системи и с аксиоматичния подход към програмните езици.

## Награди
- Награда Тюринг за „фундаментален принос към дефинирането и проектирането на програмни езици“. Наградата му е представена на годишната конференция на ACM в Нашвил, Тенеси на 27 октомври 1980 г., от Уолтър Карлсън, председател на Наградния комитет.
- Хари H. Goode Memorial Award (1981)
- Член на Кралското общество (1982)
- Доктор хонорис кауза на науките от Кралския Университет на Белфаст (1987)
- рицар за приноси към образованието и компютърните науки (2000)
- Киото награда за информационни науки (2000)
- Сътрудник на Кралската академия по инженерство (2005)
- [Музей за история на компютрите (CHM) в Маунтин Вю, Калифорния сътрудник на музея, за развитието на QUICKSORT алгоритъм и за учене през целия принос към теорията на езиците за програмиране (2006)
- Доктор хонорис кауза на науките от Катедрата по информатика на Атинския университет за икономика и бизнес (AUEB) (2007)
- IEEE Джон фон Нойман медал (2011)

## Книги
- O.-J. Dahl, E. W. Dijkstra and C. A. R. Hoare. Structured Programming.   Academic Press, 1972. ISBN 0-12-200550-3. OCLC 23937947.
- C. A. R. Hoare. Communicating Sequential Processes.   Prentice Hall International Series in Computer Science, 1985. ISBN 0-13-153271-5 hardback or ISBN 0-13-153289-8 paperback.
- C. A. R. Hoare and M. J. C. Gordon. Mechanised Reasoning and Hardware Design.   Prentice Hall International Series in Computer Science, 1992. ISBN 0-13-572405-8. OCLC 25712842.
- C. A. R. Hoare and He Jifeng. Unifying Theories of Programming.   Prentice Hall International Series in Computer Science, 1998. ISBN 0-13-458761-8. OCLC 38199961.